# Raoul IV de La Barre de Nanteuil
Pour les articles homonymes, voir De La Barre.
Pour les autres membres de la famille, voir Famille de La Barre de Nanteuil.
Joachim Jean-Pierre Raoul de La Barre de Nanteuil, né le 29 juin 1743 aux Andelys où il est mort le 20 août 1833, aristocrate, officier supérieur et homme politique normand, est le premier maire élu des Andelys de février à juillet 1790 et le premier président du conseil général de l'Eure de juillet 1790 à septembre 1791.

## Orphelin de bonne heure
Le 26 août 1741, eut lieu en l’église paroissiale Saint-Martial de Vascœuil, le mariage entre messire Raoul III de La Barre de Nanteuil (1715-1794) et damoiselle Aimée, Radegonde, Dorothée Le Moyne de Boisgaultier d’Abancourt (1717-1743), fille de feu Claude Le Moyne (Abancourt, 1684 - ca 1727), écuyer, sieur d’Abancourt, Saumont, Boisgaultier, Le Quesnay-Oinville, et La Corbière à Heugleville-sur-Scie, et de son épouse damoiselle Marguerite Pringle (Rouen, 1689 - Vascœuil, 1744).

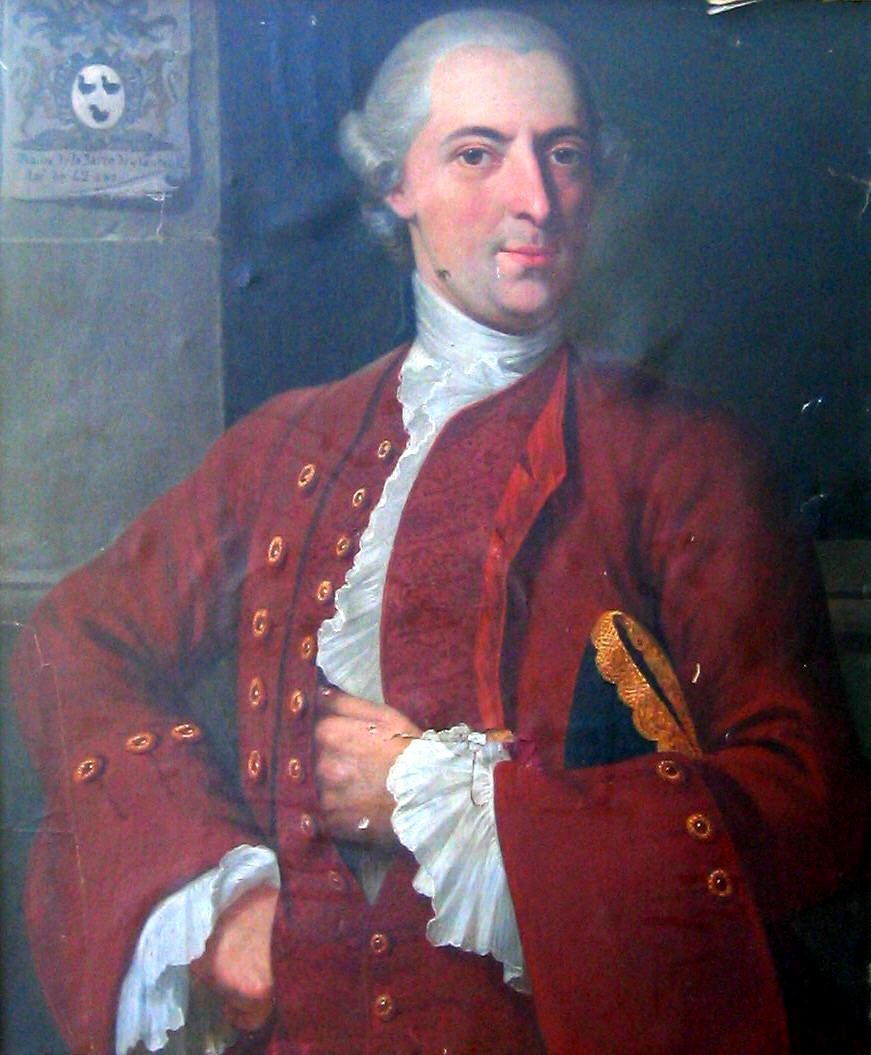
Portrait armorié, en buste, de Raoul III de La Barre de Nanteuil (1715-1794), garde du corps du roi Louis XV en la Cie écossaise, copie de l’original du comte de Brée daté de 1757, huile sur toile, École française du XVIIIe siècle, coll. part.

Le 29 juin 1743, naissait au Grand-Andely le premier fils de Raoul III de La Barre et de sa première épouse. Le lendemain, l'enfant fut tenu sur les fonts baptismaux de la collégiale Notre-Dame des Andelys par sa marraine, dame Marie-Charlotte Élie, épouse de Joachim Le Moyne de Boisgautier (1691-1765), le parrain étant Jean-Pierre de La Barre (1713-1794), chanoine prébendé du chapitre royal et vicaire perpétuel de ladite collégiale du 7 septembre 1737 au 30 novembre 1767, et titulaire de la chapelle Saint-Gilles-Saint-Leu du Mesnil-Bellanguet. L’enfant reçut alors les prénoms de Joachim, Jean-Pierre, Raoul mais en famille, il était appelé Raoul et était donc le quatrième du nom.
Alors âgé de 29 ans, Raoul III se trouvait père pour la première et dernière fois, lui qui était le troisième d’une famille de quatorze enfants. En effet, son épouse mourut des suites d’un accouchement difficile, à l’âge de vingt-six ans, moins de deux semaines après la naissance de Joachim. Elle fut inhumée le dimanche 14 juillet 1743, lendemain de son décès, en la chapelle sépulcrale des La Barre dédiée à saint Nicolas et à sainte Clotilde, située dans le cimetière attenant à la collégiale Notre-Dame des Andelys. Il restait à Raoul un fils à élever, aussi convola-t-il en secondes noces quatre ans plus tard ; il épousa le 16 août 1747, en la même collégiale, damoiselle Marie, Madeleine, Céleste Allorge de Gamaches, fille de Tranquille II Allorge (1652-1711), seigneur de Gamaches et du manoir de Senneville à Amfreville-sous-les-Monts, qui avait été en 1680-1681 écuyer de la reine de Norvège, Charlotte-Amélie de Hesse-Cassel (1650-1714), et de son épouse Marie-Céleste Dedun d’Irreville (ca 1686-1751).

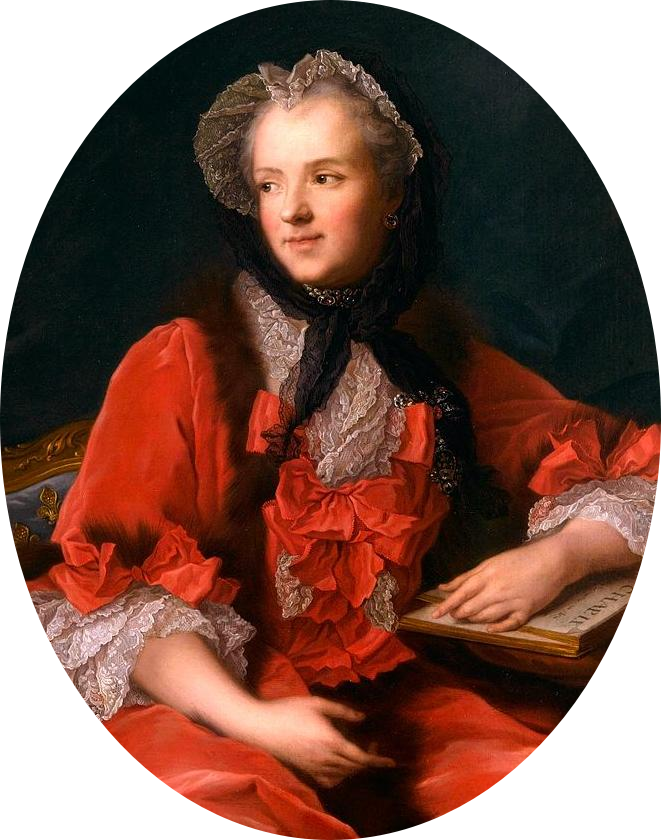
Portrait de la reine Marie Leszczyńska (1703-1768) lisant la Bible (détail), par Jean-Marc Nattier (1685-1766), Huile sur toile, 1748, Château de Versailles.

## Page de la Reine
Fin 1756, son oncle et parrain, le chanoine Jean-Pierre de La Barre (1713-1794), se chargea de réunir les preuves de noblesse nécessaires pour l’admission du jeune Raoul IV parmi les pages de la reine Marie Leszczyńska, épouse du roi Louis XV depuis 1725. Ces preuves furent reçues le 1er janvier 1757 par Antoine-Marie d’Hozier de Sérigny (1721-1801), juge d’armes de la noblesse de France et commissaire aux preuves de 1753 à 1788, lequel appela alors le candidat « La Barre du Mesnillet de Nanteuil », en vertu de deux fiefs possédés par sa famille depuis le XVIe siècle. Au cours de cette période (1757-1759), la Reine surprit le jeune Raoul IV cachant derrière lui un lapin qu’il avait tiré dans le parc du château de Versailles, lui tira les oreilles et lui dit : « Allez, mon ami, vous ne recommencerez pas, n’est-ce pas ? »

## Cornette au Royal-Cravates
Seconde épouse de Raoul III de La Barre et donc belle-mère de Raoul IV, Marie, Madeleine, Céleste Allorge était la fille de Marie-Céleste Dedun d’Irreville, laquelle avait donné à son premier époux Antoine-François de Roncherolles (1673-...), comte de Daubeuf, chevalier de Malte en 1690, un fils nommé Charles, Antoine, Tranquille de Roncherolles (Daubeuf, 1715 - Ibid., 1787), marquis de Roncherolles, comte, seigneur et patron honoraire de Saint-Martin de Daubeuf, chevalier de l’ordre royal et militaire de Saint-Louis, qui fut capitaine au régiment Royal-Cravates cavalerie. C’est sans doute en raison de cette affinité que, le 18 avril 1759, Raoul IV de La Barre, qui n’était pas encore âgé de 16 ans, fut reçu au Royal-Cravates, en la compagnie de Roncherolles, où, durant près de trois ans, il servit comme cornette à la campagne d’Allemagne. Il faut dire que, dans la lettre de recommandation que René Mans VI de Froulay, comte de Tessé (1736-1814) écrivit le 15 avril 1759 au maréchal-duc de Belle-Isle, il dit de lui : « C’est un bon sujet qui mérite les grâces du Roy. » Le 22 octobre suivant, Victor-François, maréchal-duc de Broglie, lui octroya alors un sauf-conduit pour qu’il pût circuler librement dans le royaume, au service des Royal-Cravates.

## Garde du corps du Roi
Pendant les dix années suivantes, du 1er janvier 1762 au 31 décembre 1771, Raoul IV de La Barre servit en la IVe compagnie des gardes du corps du roi Louis XV, d’abord sous les ordres du maréchal Charles II Frédéric de Montmorency-Luxembourg (1702-1764) entre 1762 et 1764, puis sous les ordres de Charles, François, Christian de Montmorency-Luxembourg (1713-1787), prince de Tingry, entre 1764 et 1771. D’ordinaire en garnison à Dreux, cette compagnie servait chaque année à la Cour du 1er octobre au 31 décembre. Louis, Georges, Antoine Jourdain du Coudray (Guiseniers, 1713 - Versailles, 1771), écuyer, chevalier de l’ordre royal et militaire de Saint-Louis, capitaine de cavalerie, étant alors brigadier en cette compagnie, Raoul IV eut tout le loisir d’y connaître cet officier possessionné dans le Vexin normand, qu’il avait peut-être déjà croisé aux Andelys et qui allait devenir son futur beau-père.

## Premières noces
Raoul IV de La Barre n’était encore âgé que de dix-neuf ans mais disposait du consentement de son père lorsque fut projeté son mariage avec la seule fille et unique héritière du brigadier des gardes-du-corps dont il vient d’être question. Il fut du reste convenu que sa fille, mineure elle aussi, apporterait en dot au futur époux le fief du Mesnil-Bellenguet, sur les hauteurs d’Andely, jadis propriété des Le Pelletier de Longuemare puis, entre 1717 et 1718, de Louis, Charles, Romain de Cléry (ca 1682-1752), écuyer, seigneur de Piennes.

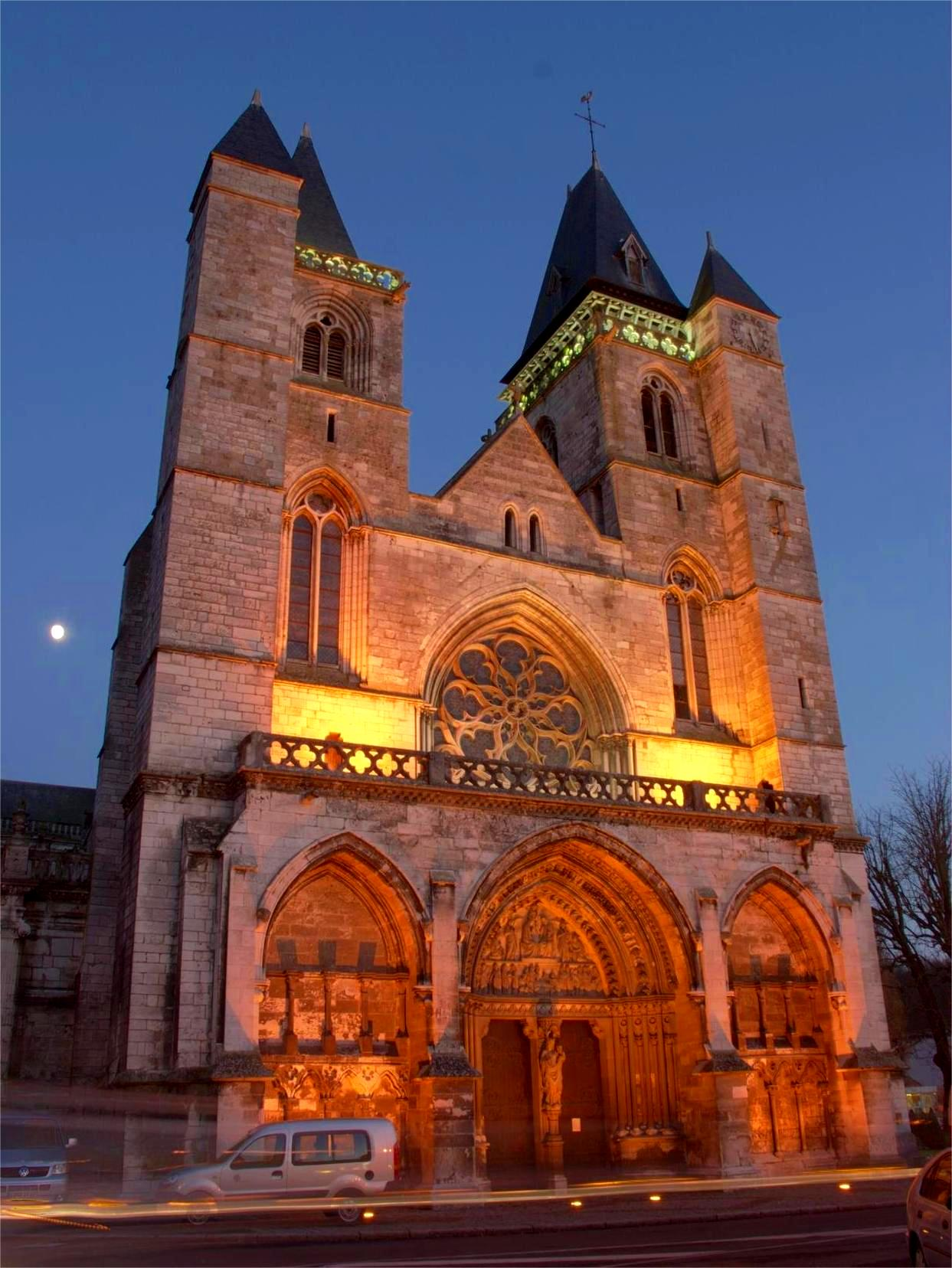
Église collégiale et paroissiale Notre-Dame du Grand-Andely, façade occidentale.

C’est ainsi que le dimanche de l’Assomption, 15 août 1762, après le prône, fut publié aux portes de la collégiale Notre-Dame des Andelys, l’unique ban en vue de ce mariage. La dispense des deux autres avait en effet été obtenue la veille auprès du vicaire général de l’archevêché de Rouen, si bien que tout fut joué en trois jours. Les fiançailles ayant été célébrées le lendemain, Raoul IV épousa donc en premières noces le mardi 17 août 1762, en ladite collégiale, noble damoiselle Louise, Rose, Amable Jourdain du Coudray de Guiseniers (Les Andelys, 28 mars 1742 - ibid., 10 avril 1773), dame du Mesnil-Bellenguet. C’est bien sûr l’oncle et parrain du marié, le chanoine Jean-Pierre de La Barre (1713-1794), qui reçut les consentements et donna la bénédiction nuptiale. Née Marie, Thérèse, Catherine de Campoyer de Fontenelle (Amfreville-les-Champs, 1712-Les Andelys, 1742), dame du Mesnil-Bellenguet, la mère de la mariée n’était déjà plus de ce monde, tout comme celle de Joachim. Dans l’acte de mariage, le marié s’intitule « messire Joachim Jean Pierre Raoult de La Barre de Nanteuil du Quesnay-Oinville », en vertu d’un fief hérité de sa mère.
Les nouveaux époux s’installèrent bientôt en la paroisse Saint-Sauveur du Petit-Andely, dans une demeure sise « à l’angle de l’ancienne rue de Barbacane et de la Grand’Rue », qui avait auparavant appartenu au chevalier de Piennes et dont on peut penser qu’elle fut comprise dans la dot de la mariée. C’est là que naquirent les premiers de leurs cinq filles et sept fils, dont au moins cinq moururent en bas âge. En 1773, après plus de dix ans de mariage, Joachim perdit sa première épouse. Dans les années qui suivirent, il dut faire reconstruire la chapelle Saint-Gilles - Saint-Leu du Mesnil-Bellenguet, relevant du doyenné de Gamaches, car le petit édifice menaçait ruines. Une demande de bénédiction de la nouvelle chapelle fut adressée à l’archevêque de Rouen le 23 avril 1779.

## Lieutenant des maréchaux de France
Ensuite, Joachim de La Barre de Nanteuil exerça l’office de lieutenant des maréchaux de France au bailliage secondaire de Gisors séant à Andely de janvier 1772 à 1789. C’est au cours de cette période que le roi Louis XVI (1754-1793) le nomma chevalier de l’ordre royal et militaire de Saint-Louis, par lettres données le 23 octobre 1783 à Fontainebleau.

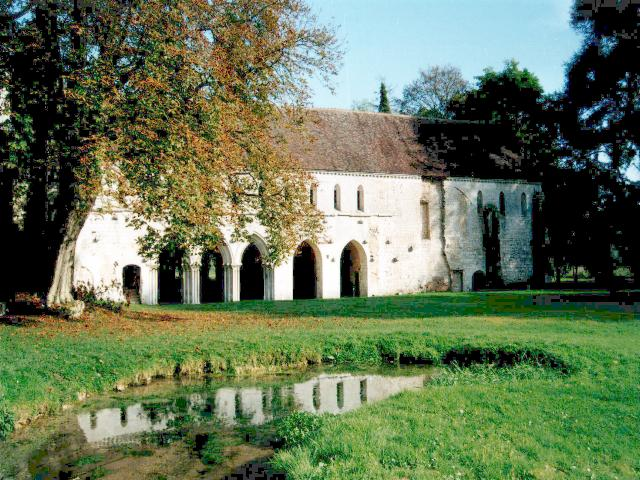
Ancienne abbaye cistercienne Notre-Dame de Fontaine-Guérard à Radepont (27), fondée au XII^{e} siècle par Amaury Ier de Meulan, seigneur de Gournay

## Secondes noces
Veuf en premières noces depuis plus de quatre ans, « messire Joachim Jean Pierre Raoult de La Barre, écuyer, capitaine de cavalerie, lieutenant de messieurs les maréchaux de France au département du duché de Gisors », se fiança puis convola en secondes noces le 4 décembre 1777, en l'église abbatiale Notre-Dame de Fontaine-Guérard, en la paroisse de Radepont, après qu’une opposition fût levée, avec noble demoiselle Marie, Sophie, Ursule Hallé de Rouville (Paris, 21 octobre 1755 à Paris - Les Andelys, 8 décembre 1828), fille majeure de feu messire Louis-Gilles Hallé (Rouen, 17 août 1708 - Ibid., 19 février 1777), chevalier, comte de Rouville en Alizay, Heuqueville, Orgeville, Flipou, Le Manoir, Berceloup à Louviers, et autres lieux, conseiller du Roi en ses conseils, en son vivant président à mortier au parlement de Normandie, premier baron de Normandie, et de feue noble dame Marie, Barbe, Sophie Puchot du Plessis (1729-1769). Membre de l’Académie de Rouen, le président de Rouville avait été élu prince du Palinod en 1747 et son éloge funèbre avait été lue trente ans plus tard dans les deux académies de Rouen par l’abbé Georges-Charles de Lurienne (1732-1794), secrétaire. Les consentements furent à nouveau reçus par le chanoine Jean-Pierre de La Barre (1713-1794).

## Grand propriétaire terrien

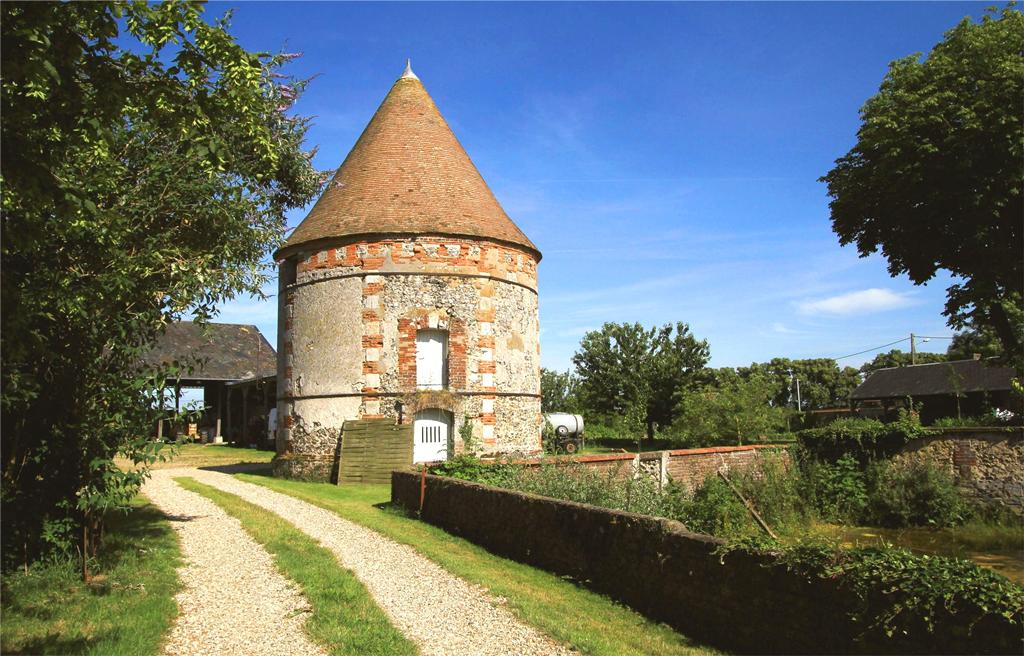
Colombier à pied de l'ancien domaine de Feuguerolles, édifié avant 1758 et acquis en 1780 par Raoul IV de La Barre de Nanteuil (1743-1833), qui y fit construire une gentilhommière en 1785.

Comme indiqué plus haut, Raoul IV était le 15 août 1762 seigneur du Quesnay-Oinville à Elbeuf-sur-Andelle, qu’il tenait de feue sa mère, et du Mesnil-Bellenguet au Grand-Andely, qu’il tenait de sa première épouse. Du chef de son père, il était également seigneur de La Rivière, terre alors composée d’une part du quart de fief de haubert appelé Le Mesnil-des-Planches ou Nanteuil, et d’autre part du plein fief du Ménillet, « auxquels fiefs il y a droit de cour, usage et juridiction en basse-justice, sur les hommes et vassaux qui en relèvent, ver et tor, colombier à pied, moulin à eau, rentes seigneuriales en deniers, volailles, œufs, grains et autres espèces, droits d’amendes, forfaitures et tous autres droits, selon la Coûtume de Normandie », mais, par acte passé le 30 janvier 1767 devant les notaires d’Andely, il vendit sa seigneurie de La Rivière à dame Marie-Jeanne de Cuisy, dame d’Orgerus, veuve du secrétaire du Roi Gabriel-Martin Mengin (Rouen 1731 - 1759), seigneur de Bionval et de Villers-sur-Andely, laquelle acquit en 1770 les fiefs de Cléry et de Radeval sur la famille de La Vache du Saussay.
De plus, Raoul IV acquit par acte passé le 17 mars 1780 devant Me Lambert, notaire à Rouen, le fief de Feuguerolles, qui avait été entre les mains de ses ancêtres entre les XIVe et XVIIe siècles. De ce domaine situé sur les hauteurs des Andelys, il ne reste aujourd’hui qu’un colombier à pied construit avant 1758. Ayant échangé les trois neuvièmes et demi du fief de Feuguerolles avec Pierre Delacour, par acte passé le 9 mars 1781 devant Guillot, notaire à Rouen, Raoul IV en conserva le titre de seigneur et y fit construire « une gentilhommière en pierres de taille et en briques, avec toutes les dépendances d’une maison de plaisance » qu’il habitait encore en 1785.

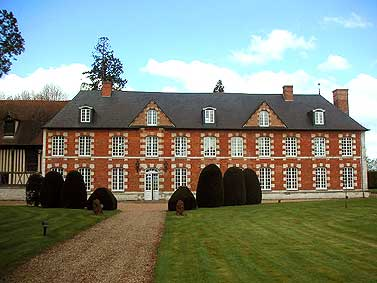
Château des Buspins à Daubeuf-près-Vatteville, érigé en demi-fief sous le nom de Daubeuf-de-Nanteuil par le roi Louis XVI en 1789, au profit de Joachim, Jean-Pierre, Raoul IV de La Barre de Nanteuil (1743-1833).

Enfin, par acte passé le 14 janvier 1789, Raoul IV et sa seconde épouse acquirent la seigneurie de Daubeuf, autrefois vavassorie noble des Buspins, alors constituée d’un château briques-et-pierre, de domaines fieffé et non-fieffé, d’une chapelle médiévale en colombages et d’un droit de patronage, pour le prix principal de 277 750 livres, sur Anne Charles Léonor de Roncherolles député de l’Eure, dont la famille possédait Daubeuf depuis au moins le milieu du XVIIe siècle. Du reste, comme indiqué plus haut, monseigneur de Roncherolles-Daubeuf avait pour grand-mère la belle-mère de Joachim. Sis en l’ancienne paroisse Saint-Martin de Daubeuf-en-Vexin, Les Buspins relevaient de la baronnie de Heuqueville, elle-même aux mains des Roncherolles depuis une alliance qu’ils avaient contractée le 13 novembre 1367 avec la maison de Hangest. Raoul IV fut qualifié dans l’acte d’achat de « haut et puissant seigneur messire Joachim Jean Pierre Raoul de La Barre de Nanteuil, chevalier, seigneur du Mesnil ».
Le roi Louis XVI fit bientôt aux époux Nanteuil une faveur insigne en érigeant cette seigneurie dont le château était le chef-moi, en demi-fief de haubert, sous le nom de « Daubeuf-de-Nanteuil », par lettres patentes données en juin 1789 à Marly-le-Roi et enregistrées le 14 août 1789 par la chambre des Comptes de Rouen.

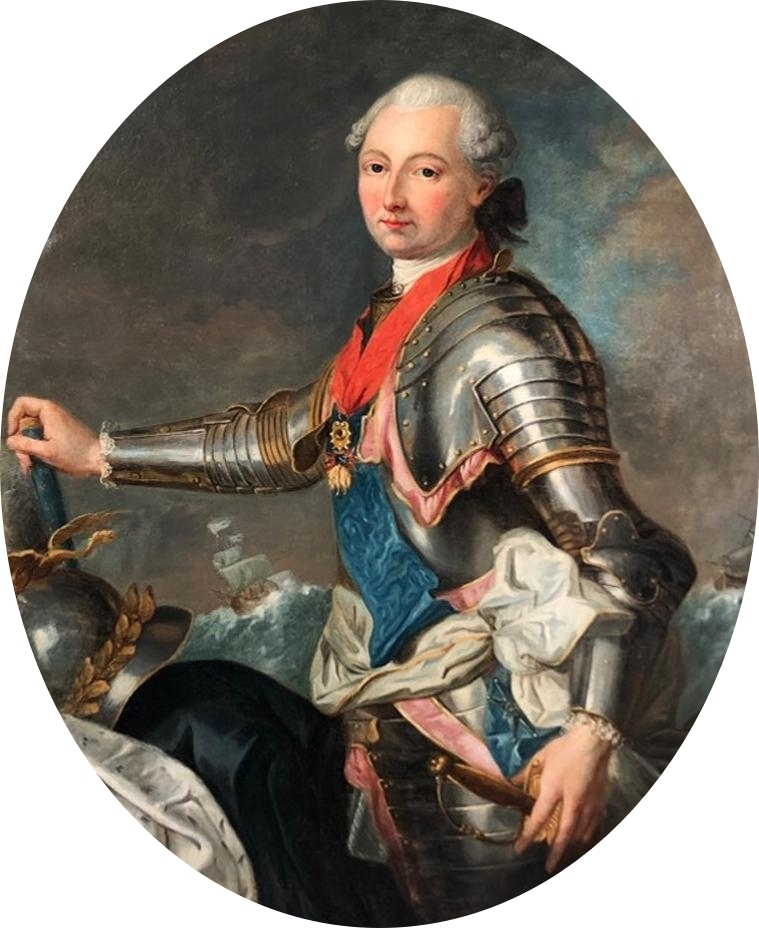
Portrait de Louis-Jean-Marie de Bourbon, duc de Penthièvre (1725-1793), en grand-amiral de France, par Jean-Baptiste Charpentier le Vieux (1728-1806), Huile sur toile, ca 1780, École française du XVIIIe siècle, vendu le 3 mai 2016 par Christies Paris (lot 11).

## Réception du duc de Penthièvre
Lancée en 1780 sur les plans de l’architecte Gambier, à l’emplacement de l’ancien Hôtel-Dieu du Petit-Andely, et financée par Son Altesse Sérénissime Louis-Jean-Marie de Bourbon (1725-1793), duc de Penthièvre, d’Aumale et de Gisors, lieutenant-général des Armées du Roi, la construction de l’hospice Saint-Jacques d’Andely était en voie d’achèvement lorsque la ville reçut la nouvelle de la visite de son richissime et libéral bienfaiteur. Par une lettre datée du 2 février 1785 au château de Feuguerolles, où Raoul IV demeurait avec sa seconde épouse, ce dernier accepta la requête du 24 janvier précédent, par laquelle les autorités municipales et les habitants des Andelys l’avaient supplié d’accepter « de les commander et de disposer des différents corps à son gré, soit pour la garde du prince, soit pour garnir les différents endroits qui seront par lui jugés nécessaires ; que mondit sieur de La Barre sera également prié de choisir les officiers dont besoin sera. »

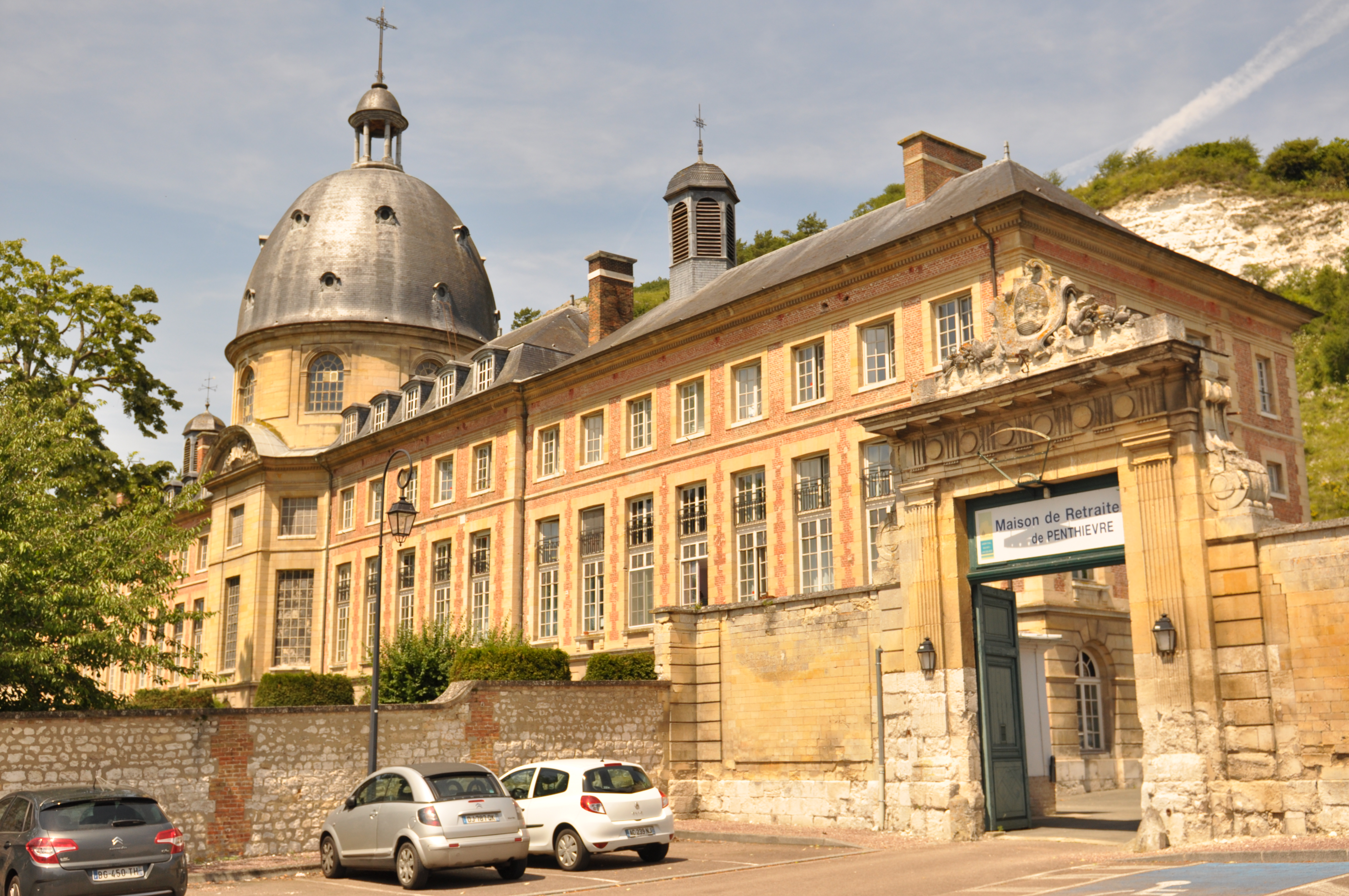
Hospice Saint-Jacques d'Andely construit en 1780-1785 sur les plans de Gambier, avec les fonds du duc de Penthièvre, béni et inauguré le 27 septembre 1785 en présence de Raoul IV de La Barre de Nanteuil.

Arrivé le lundi 26 septembre 1785, l’insigne visiteur assista le lendemain, en la fête de saint Vincent de Paul, à la bénédiction de la chapelle de l’actuel hôpital Saint-Jacques des Andelys. En relatant l’événement dont il fut le témoin, un contemporain écrivit : « Les deux villes [des Andelys] réunies, pour rendre à S. A. S. un hommage unanime, avoient formé, avec le concours de leurs officiers municipaux, une troupe bourgeoise, uniformément habillée et divisée en trois compagnies : l’une de grenadiers, l’autre de chasseurs et la troisième de dragons. Le commendement [sic] en avait été décerné à M*** [Raoul IV de La Barre], militaire distingué, dont la naissance, le mérite et les qualités personnelles lui ont justement acquis l’estime et la confiance de ses concitoyens. La crainte de blesser sa modestie m’empêche de le nommer. Cette troupe, composant ensemble environ 200 hommes, tant à pied qu’à cheval, a prouvé son zèle, en répondant parfaitement aux soins des deux gentilshommes chargés de la former. » Les 30 mars 1786 et 27 septembre 1789, en guise de témoignages de la satisfaction qu’il avait éprouvée à voir la bonne tenue de la milice bourgeoise des deux villes des Andelys en 1785, le duc de Penthièvre adressa respectivement une magnifique épée à Paul-Jacques Élies de Préval, dernier receveur du grenier à sel d’Andely, et une tabatière en argent et un portrait de lui, probablement de la main de son peintre ordinaire, Jean-Baptiste Charpentier (1728-1806), à Raoul IV de La Barre de Nanteuil, objets qui sont encore conservés par ses descendants.

## Rôle politique
La même année, à l’instar de nombre de hobereaux voire de clercs de l’époque, Raoul IV de La Barre se fit franc-maçon. « Dans les petits orients du sud de la généralité de Rouen, c’est la noblesse qui place quelques noms illustres à la tête de la maçonnerie locale. Les plus influents sont sans conteste les frères Urbain et Charles Le Tellier d’Orvilliers [des seigneurs de Tourny] à Vernon et Raoul IV de la Barre aux Andelys. Vénérables des loges "Saint-Jean-de-Dieu" et "la Parfaite Cordialité" lors de leurs reconstitutions, les trois nobles figurent parmi les plus grands propriétaires terriens de leurs contrées. ». Et, en effet, Raoul IV fut vénérable de la loge andelysienne « la Parfaite Cordialité » de 1785 à 1790, tandis qu’en étaient secrétaire François-Antoine Boulloche, bailli, juge civil et criminel de police au bailliage d’Andely, et député le chevalier du Coudray, capitaine de cavalerie, chevalier de Saint-Louis.

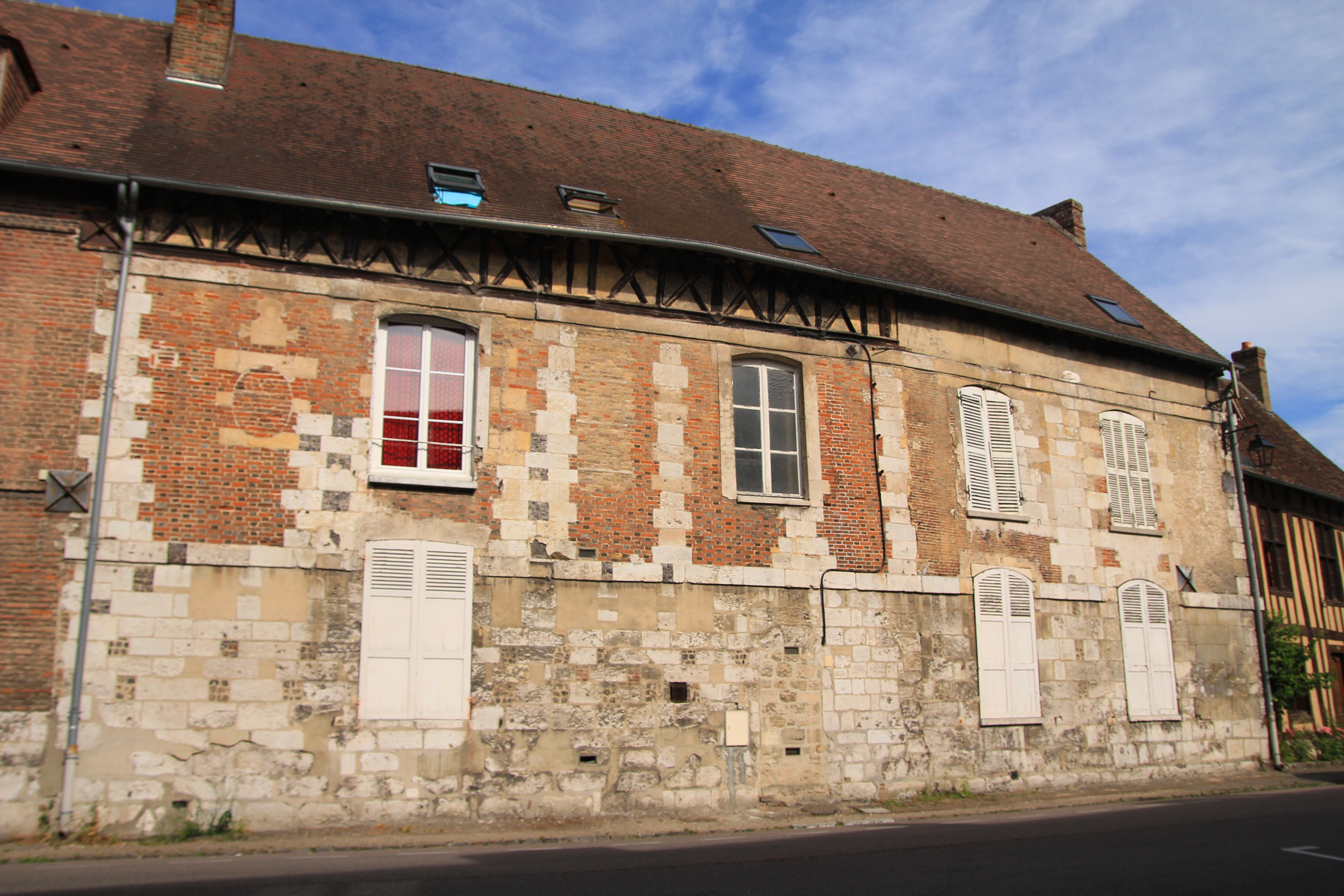
Ancien hôtel de La Barre de Nanteuil ou Maison des Trois Rois et de la Gargouille au Petit-Andely. Façade sur rue remontant en partie à 1470. Hôtel de Trie-Pillavoine en 1749-1763, cette vieille demeure fut léguée en 1866 par les descendants de Raoul IV de Nanteuil à la paroisse du Petit-Andely, qui en fit alors son presbytère.

À cette époque, Raoul IV de La Barre fit partie des gentilshommes de Normandie qui comparurent à l’assemblée générale de l’ordre de la noblesse du bailliage secondaire de Gisors, qui se tint le 21 mars 1789 aux Cordeliers de Rouen, pour l’élection des députés aux États généraux. Il y représenta d’une part monsieur de La Barre de Nanteuil – son père Raoul – et d’autre part madame de Bionval, qui lui avait acheté La Rivière en 1767.
Lors de la formation des premiers corps municipaux démocratiquement élus, les habitants des deux Andelys participèrent le 18 février 1790 à la messe du Saint-Esprit présidée en la collégiale par Jean-Baptiste Lerat, doyen du chapitre, et ils élurent le lendemain comme président du bureau électoral Raoul IV de La Barre de Nanteuil, à la majorité absolue (77,77%) des suffrages. Le surlendemain, les votants prêtèrent donc serment entre ses mains pour nommer trois scrutateurs : Gaudebout, Thiberge et Bernard. Enfin, Raoul IV de La Barre de Nanteuil s’étant trouvé en ballotage le 20 contre maître de Vaudichon, notaire, il devint le 21 février 1790 le premier maire élu des Andelys et prêta alors serment entre les mains des officiers municipaux.
Toutefois, Raoul IV de La Barre n’exerça la charge municipale des Andelys que durant six mois. En effet, après que le département de l’Eure fut créé (le 26 février 1790), les habitants des 55 cantons et 883 communes qui le constituaient alors avaient élu 36 administrateurs, lesquels élurent à leur tour une commission permanente composée de 8 membres qui formèrent le directoire de ce département, le 15 juin 1790. Toujours maire des Andelys, Raoul IV en fit partie. « Convoqués le 26 juillet 1790 par M. Delhomme, avocat à Évreux, procureur-général syndic, les 36 administrateurs, après la grand-messe et le Veni Creator, se réunissent à Évreux dans la salle du Grand Séminaire, sous la présidence de leur doyen d’âge, M. François Renard, 64 ans, laboureur de son état. Au 2e tour de scrutin par 24 voix, "Joachim Pierre Raoult de la Barre, chevalier de St-Louis à Andelys" est élu Président du Conseil Général, tandis qu’au 2e tour également, avec 22 voix, M. Chambellan Joseph-Nicolas, avocat à Beaumont-le-Roger, devient secrétaire général du Département [...]. En 1791, un an après son installation, par lettre en date du 2 septembre, M. Delabarre donne sa démission car, relate le procès-verbal dans une belle formule, "des affaires de la plus grande importance le mettent dans l’impossibilité de se voir plus longtemps uni à ses collègues." Le 15 novembre, M. Lereffait, demeurant dans le district de Pont-Audemer, le remplace à la présidence du Conseil général du département après avoir obtenu 15 voix sur 22 votants. »

## Émigration
Avant son émigration, Raoul IV dut se dessaisir de ses domaines. Il échangea ainsi l'Île Contant, autrement appelée l'Île du Château, par acte passé devant Beuzelin, notaire aux Andelys, le 28 juin 1790. Il vendit ensuite sa terre de Feuguerolles, incluant la gentilhommière qu’il avait fait élever vers 1780, à Charles-Louis Ier Havas, homme de loi, administrateur de biens, inspecteur de la librairie et de l’imprimerie sous Louis XVI M. Havas ne conserva pas très longtemps le domaine puisqu’il le revendit dès le 27 juillet 1793 devant Marc, notaire à Rouen, à MM. Quesnel frères, de la même ville. Enfin, le 5 mai 1792, la chapelle du Mesnil-Bellenguet fut vendue comme bien national, pour la somme de 3 856 francs.

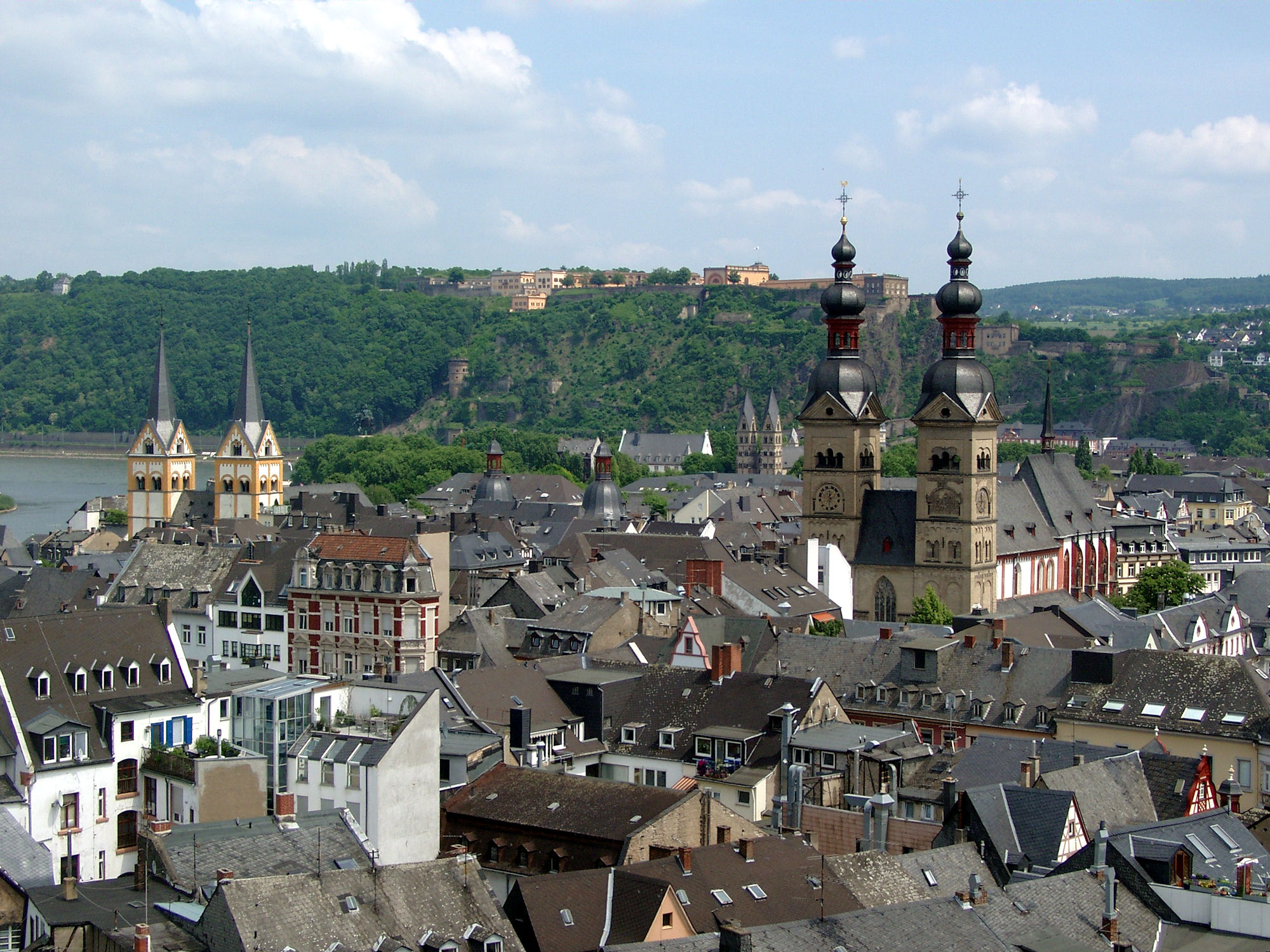
Photo contemporaine du vieux Coblence (Rhénanie-Palatinat)

Toutefois, ce n’est que le 25 septembre 1792 que Raoul IV fut officiellement « inscrit sur la liste des Émigrés » du département de l’Eure, comme habitant de la commune de Muids, dans le district de Louviers, à cause de son château de Daubeuf-de-Nanteuil. En réalité, Raoul IV avait rejoint « dès l’hiver 1791 à Coblence », l’Armée des Princes, frères du roi Louis XVI (1754-1793). Là, Raoul IV s’était agrégé, avec rang de capitaine, en la IVe compagnie du régiment des gardes du corps du Roi, commandée depuis 1790 par Anne-Christian de Montmorency-Luxembourg (1767-1821), IIe duc de Beaumont.
En 1794, Raoul IV passa au service de l’Angleterre, au régiment d’infanterie commandé par le comte Eustache de Béthisy, où il servait encore l’année suivante. En 1796, il passa au régiment noble de cavalerie de l’Armée de Condé, avec laquelle il combattit en Souabe cette année-là, stationna ensuite en Pologne, et combattit en Rhénanie en 1799, et dont il se retira avec le grade de chef de bataillon le 31 décembre 1800.

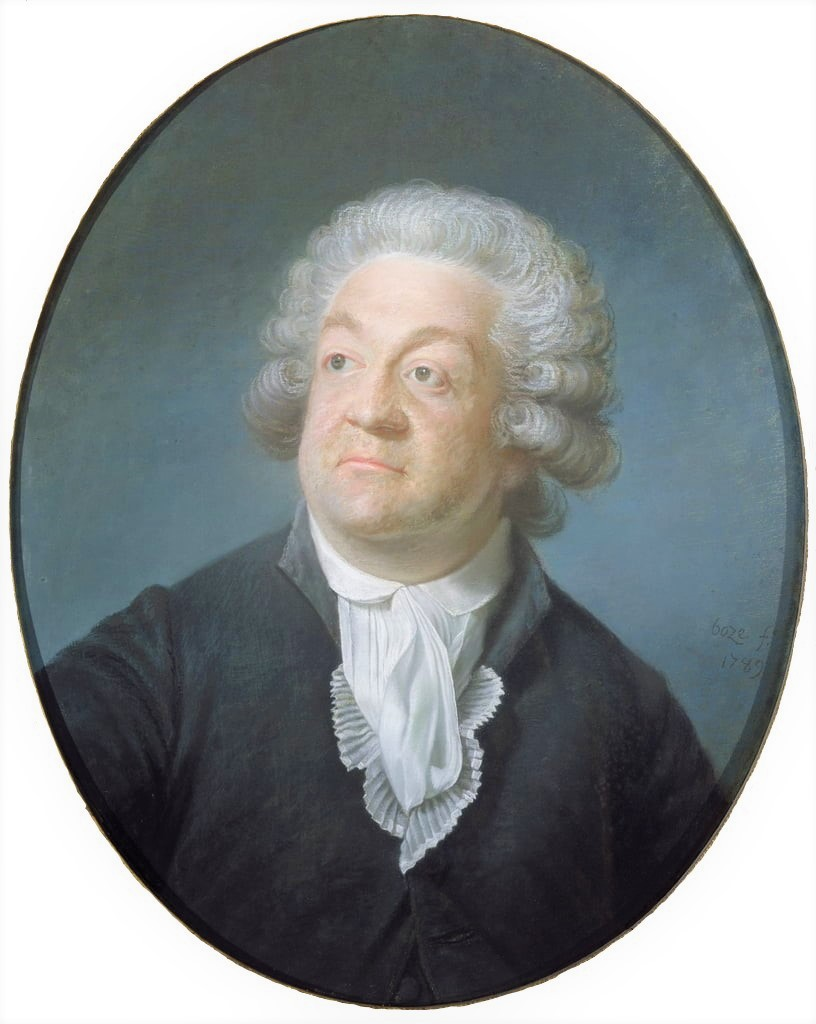
Portrait en buste d’Honoré-Gabriel Riquetti, comte de Mirabeau (1749-1791) en 1789, par Joseph Boze (1746-1826), huile sur toile, École française du XVIIIe siècle.

## Rue de Caumartin pendant laTerreur
Durant l’Émigration, la seconde épouse de Raoul IV de La Barre se réfugia à Paris où, pour plus de sûreté, elle se fit appeler « madame Blavier ». Là, elle loua au numéro 3 de la rue de Caumartin, un appartement dans l’un des hôtels de rapport bâtis par Jean Aubert (1680-1741), architecte des grandes écuries du château de Chantilly, du Palais Bourbon et des hôtels de Lassay et de Biron, pour le fermier général Charles-Marin de La Haye des Fossés (1684-1753), aussi propriétaire des hôtels de Bretonvilliers et Lambert, ainsi que du château de Draveil. Elle trouva probablement ce refuge grâce à une amie, madame de Bionval, à qui Joachim avait vendu La Rivière en 1767 et qu’il avait représentée à l’assemblée générale de 1789. En effet, madame de Bionval se trouvait être la petite-nièce de Marin de La Haye, par sa mère Marie-Élisabeth Legrand, dite mademoiselle de La Roche-Guyon.
Toujours est-il que le célèbre comte de Mirabeau, habitait cet immeuble (3 rue de Caumartin) depuis 1789. Selon la tradition familiale, les trois survivants des cinq fils de Raoul IV et de sa seconde épouse, c’est-à-dire Jean, Charles, Raoul (1781-1868), Édouard (1784-1812) et Théodore (1786-1860), rencontraient fréquemment l’illustre personnage dans l’escalier, et Mirabeau ne manquait jamais de leur donner sur la joue de petites tapes amicales. Par prudence, leur mère avait voulu les laisser eux-mêmes dans l’ignorance de leur véritable identité. Les trois jeunes La Barre, outrepassant l’interdiction de leur mère, se rendaient souvent Place de la Concorde y scruter les attroupements provoqués par l’odieuse machine, et voyaient les têtes choir. Déjà, la folie de quelques-uns était telle qu’avant d’emporter ses propres auteurs, elle voulait emporter tout ce qu’il y avait d’honnêtes gens à Paris. Ecclésiastiques fidèles à leur Dieu et à leur pape (et même assermentés), aristocrates fidèles à leur tradition et à leur Roi (et même républicains), gens du peuple fidèles aux uns et aux autres (ou tout simplement devenus gênants pour les autorités), disparurent par milliers, victimes de la haine d’un Fouquier-Tinville (1746-1795) ou d’un Marat (1743-1793).

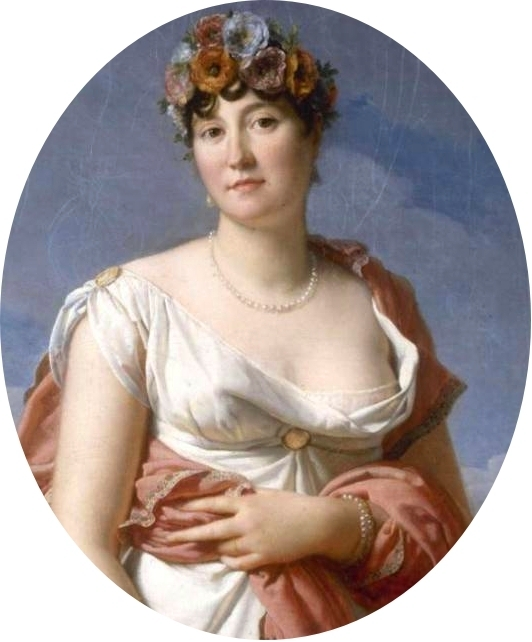
Portrait en pied de Madame Tallien (1773-1837) dite "Notre-Dame de Thermidor", détail, François Gérard (1770-1837), Huile sur toile, ca 1805, Musée Carnavalet, Paris.

Ainsi, le 2 nivôse an II ou 22 décembre 1793, ce fut au tour de Martial de Giac (1729-1793), seigneur et marquis du lieu, maître des requêtes ordinaire de l’hôtel du Roi, surintendant honoraire de la maison de la Reine, conseiller du Roi en tous ses conseils, et enfin propriétaire depuis 1792 de l’hôtel où logeaient l’épouse et les enfants de Raoul IV, d’être condamné à mort, par la commission révolutionnaire de Lyon. L’année suivante, le 13 juillet 1794, Antoine, Marie, François Hallé d’Amfreville (Rouen, 20 septembre 1742 – Évreux, 14 juillet 1794), chanoine d’Écouis, conseiller-clerc au parlement de Normandie en 1784-1790 et syndic du clergé normand la même année, cousin issu d’issu de germain de Marie, Sophie, Ursule, périt quant à lui sur la guillotine parce qu’il n’avait ni émigré ni prêté serment à la Constitution civile du clergé ; « la tradition rapporte qu’au moment suprême, il se tourna vers l’exécuteur, l’embrassa et lui fit accepter, en signe de pardon pour tous ceux qui avaient concouru à son fatal destin, l’anneau qu’il portait au doigt. » Deux semaines plus tard, poussé par son épouse Thérèsa de Cabarrus (1773-1835), Jean-Lambert Tallien (1767-1820) renversa Maximilien de Robespierre (1758-1794) ; ce fut le 9 thermidor an II ou 27 juillet 1794.
Toutefois, le 10 septembre suivant, c’est un parent des Nanteuil qui perdit la tête sur l’échafaud de la place de la Concorde : Michel-Nicolas de Trie-Pillavoine (1723-1793), fils aîné du second mariage de Catherine Le Monnier du Hamel (Vernon, 1680 - Le Petit-Andely, 1728), elle-même veuve de Nicolas VI, François de La Barre de Nanteuil (1682-1720).

## Retour d’Émigration
Le 15 nivôse an VII ou 4 janvier 1799, la chapelle du Mesnil-Bellenguet fut maintenue propriété particulière par arrêté de l’administration centrale de l’Eure, ce qui ne signifie pas pour autant qu’à cette date Raoul IV fût revenu d’Émigration ; il ne quitta l’Armée que le 31 décembre 1800. Quand les esprits les plus exaltés se furent calmés, il revint en effet d’émigration sans crier gare et, brandissant sa canne « comme il l’eût fait d’un sabre », il apostropha ses trois jeunes fils de la sorte : « Messieurs, sachez que vous ne vous appelez pas Blavier mais de La Barre, que vous êtes gentilshommes et que vous devez être royalistes comme l’ont toujours été ceux de votre race ! ».

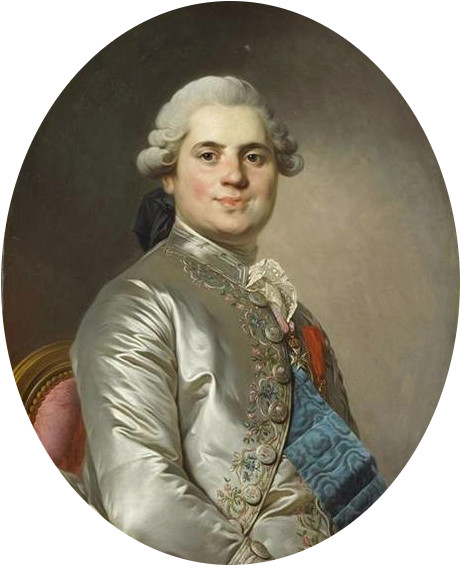
Portrait en buste du roi Louis XVIII (1755-1824), alors comte de Provence, par Joseph-Siffrein Duplessis (1725-1802), v. 1778, huile sur toile, École française du XVIIIe siècle, Musée Condé.

Ayant recouvré son château de Daubeuf-de-Nanteuil après la Révolution française, Raoul IV de La Barre en fit se retraite durant tout le Premier Empire ; fidèle aux Bourbons, il refusa d’intégrer les rangs de l’Armée napoléonienne et se contenta d’exercer les fonctions de maire de Daubeuf-près-Vatteville et de président du collège électoral de l’Eure de 1807 à 1813.

## Fin de vie aux Andelys
À la Restauration des Bourbon, Raoul IV reprit du service le 14 juin 1814 en la première compagnie des gardes du corps du roi Louis XVIII, commandée par Joseph, Anne, Maximilien de Croÿ d’Havré (1744-1839), où le rejoignit bientôt son fils Jean, Charles, Joachim (1781-1868). Durant les Cent-jours (1er mars 1815-22 juin 1815), Raoul IV accompagna à pied le Roi à Gand, avant de se retirer aux Andelys, selon l’autorisation que lui avait donnée le comte de Lauriston (1768-1828), commandant de sa compagnie, le 26 mars 1815 à Béthune. C’est alors qu’il sollicita le titre de comte du roi Louis XVIII, lequel se contenta de le nommer chevalier de la Légion d’honneur, de lui conférer le grade de lieutenant-colonel de cavalerie e.r. le 27 juin 1815, et de nommer son fils Antoine-Augustin chevalier de l’ordre royal et militaire de Saint-Louis le 22 août 1815. Toutefois, après que Raoul IV eût été rayé des contrôles, le 1er novembre 1815, on le retrouve comme colonel de la IIe région de la garde nationale de l’arrondissement des Andelys. Finalement, il fut à nouveau mis à la retraite, avec le grade de chef de bataillon, par brevet daté du 16 mars 1816.
Enfin, à 90 ans – âge honorable puisque l’espérance de vie en France n’était que de 25 ans lors de sa naissance –, Joachim, Jean-Pierre, Raoul IV de La Barre de Nanteuil s’éteignit le 20 août 1833. Sa dépouille mortelle fut plus tard inhumée au caveau familial du cimetière du Petit-Andely.